# DVD (singolo)
Dvd è un singolo dei rapper polacchi Mlodyskiny e Schafter, pubblicato il 29 luglio 2018.

## Descrizione
Il brano è stato prodotto da schafter. Il 20 novembre 2018 la canzone è stata cantata per Radio Kampus da Maciej Orłoś.

## Video musicale
Il video è stato girato nel bacino idrico di Zakrzówek. Il video ha ricevuto oltre 11,2 milioni di visualizzazioni su YouTube (a settembre 2021).

## Formazione
- Mlodyskiny – voce
- schafter – voce, produzione